# Dysmachus monticola
Dysmachus monticola là một loài ruồi trong họ Asilidae. Dysmachus monticola được Lehr miêu tả năm 1966. Loài này phân bố ở vùng Cổ Bắc giới.